# Mugalagere, Shikarpur
Mugalagere là một làng thuộc tehsil Shikarpur, huyện Shimoga, bang Karnataka, Ấn Độ.